# Тейлор Сандер
Тейлор Сандер (англ. Taylor Sander, нар. 17 березня 1992, Фонтейн-Валлі, Каліфорнія, США) — американський волейболіст, бронзовий призер Олімпійських ігор 2016 року.

## Виступи на Олімпіадах
| Олімпіада           | Дисципліна | Місце |
| ------------------- | ---------- | ----- |
| Ріо-де-Жанейро 2016 | волейбол   | 3     |